# Escudo de Villaverde de Íscar
El escudo de Villaverde de Íscar es el símbolo más importante de Villaverde de Íscar, municipio de la provincia de Segovia, comunidad autónoma de Castilla y León, en España. 

## Descripción
El escudo de Villaverde de Íscar fue oficializado el 12 de enero de 2001, y su descripción heráldica es:

«En campo de oro pino de sinople, terrasado de lo mismo, mantelado, primero en campo de plata de una banda de sable, y puesta en orla, brochante sobre el todo, una cadera de oro de ocho eslabones que es Zúñiga, y segundo, en campo de oro dos lobos de sable, cebados de dos corderos y puestos en palo, bordura de gules con ocho aspas de oro, que es Avellaneda con una corona real de oro, Timbrado de la Corona Real Española.»
Boletín Oficial de Castilla y León nº 46/2001